# Skyttegravskriget
Skyttegravskriget (franska: C'était la guerre des tranchées) är ett seriealbum från 1993 av fransmannen Jacques Tardi. I en rad svartvita tecknade vignetter skildrar albumet de franska skyttegravssoldaternas tillvaro under första världskriget. Berättelserna är inspirerade av historier som kommer från Tardis farfar, men bygger också på omfattande historisk efterforskning.
En svensk översättning av Viktor Agering gavs ut 2014 och tilldelades Urhunden för bästa översatta album. Carl-Michael Edenborg skrev i sin recension i Aftonbladet: "Romaner som Rémarques På västfronten intet nytt och Ernst Jüngers I stålregnet kanske fångar läsaren starkare och drar in henne i granatregnens buller, de överväldigande dofterna och det gråbruna gyttret i första världskrigets värld. Men Tardis Skyttegravskriget förmår på ett starkare sätt än dessa litterära skildringar ge ansikte åt de unga männen som i miljontal nackades som kycklingar för att föda nationernas hunger."